# Xot de les Moluques
El xot de les Moluques (Otus magicus) és una espècie d'ocell de la família dels estrígids (Strigidae). Habita la selva humida i altres zones boscoses de les Moluques i les illes Petites de la Sonda. El seu estat de conservació es considera de risc mínim.

## Taxonomia
El xot de Wetar, generalment ha estat considerat una subespècie, però modernament ha estat separada a la seva pròpia espècie per alguns especialistes.